# Ernesto Alterio
 (juin 2018).
Si vous disposez d'ouvrages ou d'articles de référence ou si vous connaissez des sites web de qualité traitant du thème abordé ici, merci de compléter l'article en donnant les références utiles à sa vérifiabilité et en les liant à la section « Notes et références ».
Ernesto Federico Alterio Bacaicoa dit Ernesto Alterio est un acteur hispano-argentin né le 25 septembre 1970 à Buenos Aires, Argentine. Il est le fils de l'acteur argentin Héctor Alterio et le frère de Malena Alterio. Il fut marié à l'actrice colombienne Juana Acosta entre 2003 et 2018.

## Filmographie partielle

### Cinéma
- 1998 : Les Années volées (Los años bárbaros) : Jaime
- 2001 : Buñuel et la Table du Roi Salomon : Salvador Dalí
- 2002 : El otro lado de la cama : Javier
- 2003 : Días de fútbol : Antonio
- 2004 : Piégés : Ernesto
- 2005 : Queen Size Bed : Javier
- 2005 : La Méthode : Enrique
- 2012 : Enfance clandestine : Beto
- 2013 : ¿Quién mató a Bambi? : Edu
- 2017 : Perfectos desconocidos d'Álex de la Iglesia
- 2018 : Gun City : Tisico
- 2020 : Je t'aime, imbécile ! (Te quiero, imbécil) de Laura Mañá
- 2021 : Plus on est de fous de Paco Caballero : Alberto

### Télévision
- 2017 : Les Demoiselles du téléphone : Sebastián Uribe (série télévisée)
- 2018 : Narcos: Mexico : Salvador Osuna Nava (série télévisée)